# 애꼬치
애꼬치(학명:Sphyraena japonica)는 고등어목 꼬치고기과에 속하는 물고기이다. 몸길이는 50cm~60cm로 중형인 어류에 속한다.

## 특징과 먹이
애꼬치는 몸의 옆줄을 기점으로 등쪽은 연한 갈색과 회색의 조합을 가지고 있으며 배쪽은 연한 은백색의 특징을 가지고 있다. 지느러미는 청백색과 갈색이 혼합을 이룬 어종이다. 다만 꼬리지느러미는 어두운 고동색을 띄고 있다. 몸은 원통형이고 길게 연장이 되어 있으며 머리가 길쭉하게 연장이 되었다. 눈은 크고 노란색을 띄고 있으며 눈동자만 검은색을 띄고 양안의 사이가 비교적 넓다. 몸은 크고 몸의 횡단면이 원통형에 가깝지만 뒤쪽으로 갈수록 측편된다. 몸의 옆줄이 되는 측선은 비교적 선명하여 아가미부터 시작해 꼬리지느러미까지 일직선의 형태로 몸의 중앙을 가로 지른다. 등지느러미는 2개이며 제1등지느러미는 배지느러미의 앞쪽에서 시작하며 제2등지느러미도 항문지느러미의 앞쪽에서 시작된다. 좌우의 새막은 협부와 분리된다. 가슴지느러미는 약간 배쪽으로 치우쳐 있으며 끝은 배지느러미의 기부에 달하지 못한다. 꼬리지느러미는 가랑이형이며 등지느러미의 기부와 배지느러미의 기부는 거의 동일한 위치에 놓여 있다. 입은 아래턱이 위턱보다 돌출되어 있으며 위턱에는 비교적 작은 이빨이 자리를 잡았고 아래턱은 매우 강한 송곳니가 1줄로 나 있다. 입의 천장부에도 날카로운 송곳니가 1줄이 있다. 먹이로는 멸치, 청어, 꽁치, 정어리와 같은 작은 물고기들과 오징어와 같은 두족류와 갑각류를 주로 섭이하는 육식성물고기에 속한다.

## 서식지와 산란기와 어획
애꼬치의 주요한 서식지는 서부 태평양으로 대한민국의 남해, 일본, 중국의 동중국해, 남중국해, 대만, 필리핀에서· 주로 서식한다. 수심 10~60m의 연안에서 주로 서식하는 표해수대의 어류이다. 산란기는 3월~7월의 봄과 여름으로 산란기에 수컷의 수정을 받은 암컷은 한번에 2000개의 알을 산란하는 것으로 추정된다. 알에서 산란한 유어는 매우 빠른 속도로 성장하는 어종이다. 애꼬치는 식용으로도 이용이 되는 어종으로서 주로 회, 구이, 매운탕으로 많이 먹는다.

## 같이 보기
- 고등어목
- 꼬치고기과